# Регулятор трансмембранної провідності при муковісцидозі
ABCC7, також регулятор трансмембранної проникності за муковісцидозу (англ. cystic fibrosis transmembrane conductance regulator, CRTR) — білок, який кодується геном CFTR, розташованим у людей на довгому плечі 7-ї хромосоми. Довжина поліпептидного ланцюга білка становить 1 480 амінокислот, а молекулярна маса — 168 142. Належить до підродини С АТФ-зв'язувальних касетних транспортерів. Він експресується в апікальних мембранах клітин легень, кишки, жовчних проток. Білок CFTR є унікальним членом родини ABC-транспортерів, оскільки він є цАМФ-регульованим хлорним каналом, який відкривається при цАМФ-залежному фосфорилюванні його молекули за участю протеїнкінази А і здійснює не первинно-активний транспорт (як більшість інших представників АВС-транспортерів), а полегшену дифузію іонів хлору.
Цей білок за функціями належить до гідролаз, хлорних каналів, ліпопротеїнів.
Білок має сайт для зв'язування з АТФ, нуклеотидами, хлоридом. Локалізований у клітинній мембрані, мембрані ядра, ендоплазматичному ретикулумі, ендосомах.
| 10         |  | 20         |  | 30         |  | 40         |  | 50         |
| ---------- |  | ---------- |  | ---------- |  | ---------- |  | ---------- |
| MQRSPLEKAS |  | VVSKLFFSWT |  | RPILRKGYRQ |  | RLELSDIYQI |  | PSVDSADNLS |
| EKLEREWDRE |  | LASKKNPKLI |  | NALRRCFFWR |  | FMFYGIFLYL |  | GEVTKAVQPL |
| LLGRIIASYD |  | PDNKEERSIA |  | IYLGIGLCLL |  | FIVRTLLLHP |  | AIFGLHHIGM |
| QMRIAMFSLI |  | YKKTLKLSSR |  | VLDKISIGQL |  | VSLLSNNLNK |  | FDEGLALAHF |
| VWIAPLQVAL |  | LMGLIWELLQ |  | ASAFCGLGFL |  | IVLALFQAGL |  | GRMMMKYRDQ |
| RAGKISERLV |  | ITSEMIENIQ |  | SVKAYCWEEA |  | MEKMIENLRQ |  | TELKLTRKAA |
| YVRYFNSSAF |  | FFSGFFVVFL |  | SVLPYALIKG |  | IILRKIFTTI |  | SFCIVLRMAV |
| TRQFPWAVQT |  | WYDSLGAINK |  | IQDFLQKQEY |  | KTLEYNLTTT |  | EVVMENVTAF |
| WEEGFGELFE |  | KAKQNNNNRK |  | TSNGDDSLFF |  | SNFSLLGTPV |  | LKDINFKIER |
| GQLLAVAGST |  | GAGKTSLLMV |  | IMGELEPSEG |  | KIKHSGRISF |  | CSQFSWIMPG |
| TIKENIIFGV |  | SYDEYRYRSV |  | IKACQLEEDI |  | SKFAEKDNIV |  | LGEGGITLSG |
| GQRARISLAR |  | AVYKDADLYL |  | LDSPFGYLDV |  | LTEKEIFESC |  | VCKLMANKTR |
| ILVTSKMEHL |  | KKADKILILH |  | EGSSYFYGTF |  | SELQNLQPDF |  | SSKLMGCDSF |
| DQFSAERRNS |  | ILTETLHRFS |  | LEGDAPVSWT |  | ETKKQSFKQT |  | GEFGEKRKNS |
| ILNPINSIRK |  | FSIVQKTPLQ |  | MNGIEEDSDE |  | PLERRLSLVP |  | DSEQGEAILP |
| RISVISTGPT |  | LQARRRQSVL |  | NLMTHSVNQG |  | QNIHRKTTAS |  | TRKVSLAPQA |
| NLTELDIYSR |  | RLSQETGLEI |  | SEEINEEDLK |  | ECFFDDMESI |  | PAVTTWNTYL |
| RYITVHKSLI |  | FVLIWCLVIF |  | LAEVAASLVV |  | LWLLGNTPLQ |  | DKGNSTHSRN |
| NSYAVIITST |  | SSYYVFYIYV |  | GVADTLLAMG |  | FFRGLPLVHT |  | LITVSKILHH |
| KMLHSVLQAP |  | MSTLNTLKAG |  | GILNRFSKDI |  | AILDDLLPLT |  | IFDFIQLLLI |
| VIGAIAVVAV |  | LQPYIFVATV |  | PVIVAFIMLR |  | AYFLQTSQQL |  | KQLESEGRSP |
| IFTHLVTSLK |  | GLWTLRAFGR |  | QPYFETLFHK |  | ALNLHTANWF |  | LYLSTLRWFQ |
| MRIEMIFVIF |  | FIAVTFISIL |  | TTGEGEGRVG |  | IILTLAMNIM |  | STLQWAVNSS |
| IDVDSLMRSV |  | SRVFKFIDMP |  | TEGKPTKSTK |  | PYKNGQLSKV |  | MIIENSHVKK |
| DDIWPSGGQM |  | TVKDLTAKYT |  | EGGNAILENI |  | SFSISPGQRV |  | GLLGRTGSGK |
| STLLSAFLRL |  | LNTEGEIQID |  | GVSWDSITLQ |  | QWRKAFGVIP |  | QKVFIFSGTF |
| RKNLDPYEQW |  | SDQEIWKVAD |  | EVGLRSVIEQ |  | FPGKLDFVLV |  | DGGCVLSHGH |
| KQLMCLARSV |  | LSKAKILLLD |  | EPSAHLDPVT |  | YQIIRRTLKQ |  | AFADCTVILC |
| EHRIEAMLEC |  | QQFLVIEENK |  | VRQYDSIQKL |  | LNERSLFRQA |  | ISPSDRVKLF |
| PHRNSSKCKS |  | KPQIAALKEE |  | TEEEVQDTRL |  |            |  |            |

A: Аланін

C: Цистеїн

D: Аспарагінова кислота

E: Глутамінова кислота

F: Фенілаланін

G: Гліцин

H: Гістидин

I: Ізолейцин

K: Лізин

L: Лейцин

M: Метіонін

N: Аспарагін

P: Пролін

Q: Глутамін

R: Аргінін

S: Серин

T: Треонін

V: Валін

W: Триптофан

## Механізми функціонування
Механізми функціонування CFTR детально вивчені на прикладі трансмембранного перенесення іонів хлору через апікальну мембрану холангіоцитів — клітин, що вистилають жовчні протоки. Рушійною силою для відкриття CFTR-каналу стає взаємодія молекул секретину (його можна вважати агоністом CFTR) зі своїми рецепторами на базолатеральній мембрані холангіоцитів. Ці рецептори є метаботропними, тобто функціонально зв'язаними із G-білками, через які вони і передають сигнал на фермент аденілатциклазу, що каталізує реакцію синтезу цАМФ. цАМФ із залученням протеїнкінази А фосфорилює й активує CFTR, Cl−-канал якого повертає іони хлору із холангіоцитів, куди вони надійшли внаслідок функціонування Cl−/НСО3−-обмінника, у простір жовчної протоки.

## АВСС7 у патології
За спадкової втрати функцій цього транспортеру внаслідок мутації відповідного гена (делеція трьох пар основ) розвивається муковісцидоз — вроджений розлад, що характеризується аномаліями у функціонуванні екзокринних залоз.
Розвиток муковісцидозу супроводжується продукцією організмом надмірно в'язкого і густого слизу на поверхнях епітелію. Це перш за все знижує здатність війчастого епітелію очищуватися від мокроти і веде до хронічної ендобронхіальної бактеріальної колонізації. Наслідками таких станів є надпродукція мокроти, важке дихання, задишка, обмеженість перенесення фізичних навантажень і врешті-решт загибель. У 85 % пацієнтів виявляють панкреатичну недостатність, яка спричиняє погану абсорбцію жирів і розлади у травленні. Як супроводжувальні стани можуть виникати цукровий діабет, кишкова непрохідність, артрити, безпліддя.
За муковісцидозу загибель клітин епітелію легень здійснюється внаслідок втрати іонного балансу, що спричиняє зниження функцій клітин зі слизовою обструкцією, порушенням обміну газів і зумовлює летальність у молодому віці.
Цей генетичний дефект виявляють приблизно у 30 000 дітей і дорослих у США; серед мешканців Кавказу муковісцидоз є одним із найбільш летальних спадкових захворювань (1/1000 новонароджених у порівнянні з 1/2500 в інших місцевостях). На 1997 р. середня тривалість життя чоловіків із цією патологією складала 32,7 років, жінок — 28,9 років. 1 із 31 американців (1 із 28 мешканців Кавказу) — а в цілому понад 10 млн людей у світі — є безсимптомними гетерозиготними носіями дефектного гена.